# Свешников, Евгений Александрович
Евге́ний Алекса́ндрович Све́шников (род. 8 января 1996, Москва) — чемпион России по сёги, 2 дан ФЕСА.
Играть в сёги Евгений начал в 2012 году. На 1 июля 2021 года занимал девятую позицию в российском ФЕСА-листе. Окончил Московский государственный строительный университет в 2018 году по направлению «Строительство», кафедра «Технология и организация строительного производства».

## Разряды по сёги
- декабрь 2012: 9 кю ФЕСА
- январь 2013: 8 кю
- февраль 2013: 7 кю
- август 2013: 5 кю
- октябрь 2013: 4 кю
- декабрь 2013: 3 кю
- декабрь 2014: 2 кю
- август 2015: 1 кю
- январь 2016: 1 дан[2]
- октябрь 2019: 2 дан[3]

## Турнирные достижения
- 2013: Бронзовый призёр IV Кубка Москвы по сёги[4]
- 2016: Бронзовый призёр Moscow Shogi Open[5]
- 2016: Серебряный призёр Кубка России по сёги в городе Суздаль[6]
- 2018: Серебряный призёр Кубка Москвы по сёги[7]
- 2019: Победитель IX Кубка посла Японии в России [8]
- 2020: Победитель Кубка Москвы по сёги[9]
- 2020: Серебряный призёр турнира по сёги в рамках фестиваля Ларикс-2020[10]
- 2021: Чемпион России по сёги[11]